# Ruoholahti (métro d'Helsinki)
Ruoholahti (en finnois : Ruoholahti et en suédois : Gräsviken) est une station de la section commune aux lignes M1 et M2 du métro d'Helsinki. Elle est située au 14, Itämerenkatu, dans le quartier de Länsisatama section Ruoholahti, à Helsinki en Finlande.
Mise en service en 19993, elle est, depuis 2017, desservie alternativement par les rames des lignes M1 et M2.

## Situation sur le réseau

Plan du métro.

Établie en souterrain, la station Ruoholahti est une station de passage de la section commune aux ligne M1 et M2 du métro d'Helsinki. Elle est située entre la station Lauttasaari, en direction du terminus ouest M2 Tapiola ou en direction du  terminus ouest M1 Matinkylä, et la station Kamppi, en direction, de Mellunmäki terminus de la branche nord M2, et Vuosaari terminus de la branche est M1.
Elle dispose d'un quai central encadré par les deux voies de la ligne.

## Histoire
La station Ruoholahti est mise en service le 16 août 1993 par l'établissement des transports de la ville d'Helsinki (HKL), lors de l'ouverture du tronçon de Kamppi à Ruoholahti. Elle devient la station terminus occidental de l'unique ligne du métro d'Helsinki. L'artiste Juhana Blomstedt (fi) y réalise une œuvre en carrelage céramique blanc et noir.

Station et œuvre de Juhana Blomstedt
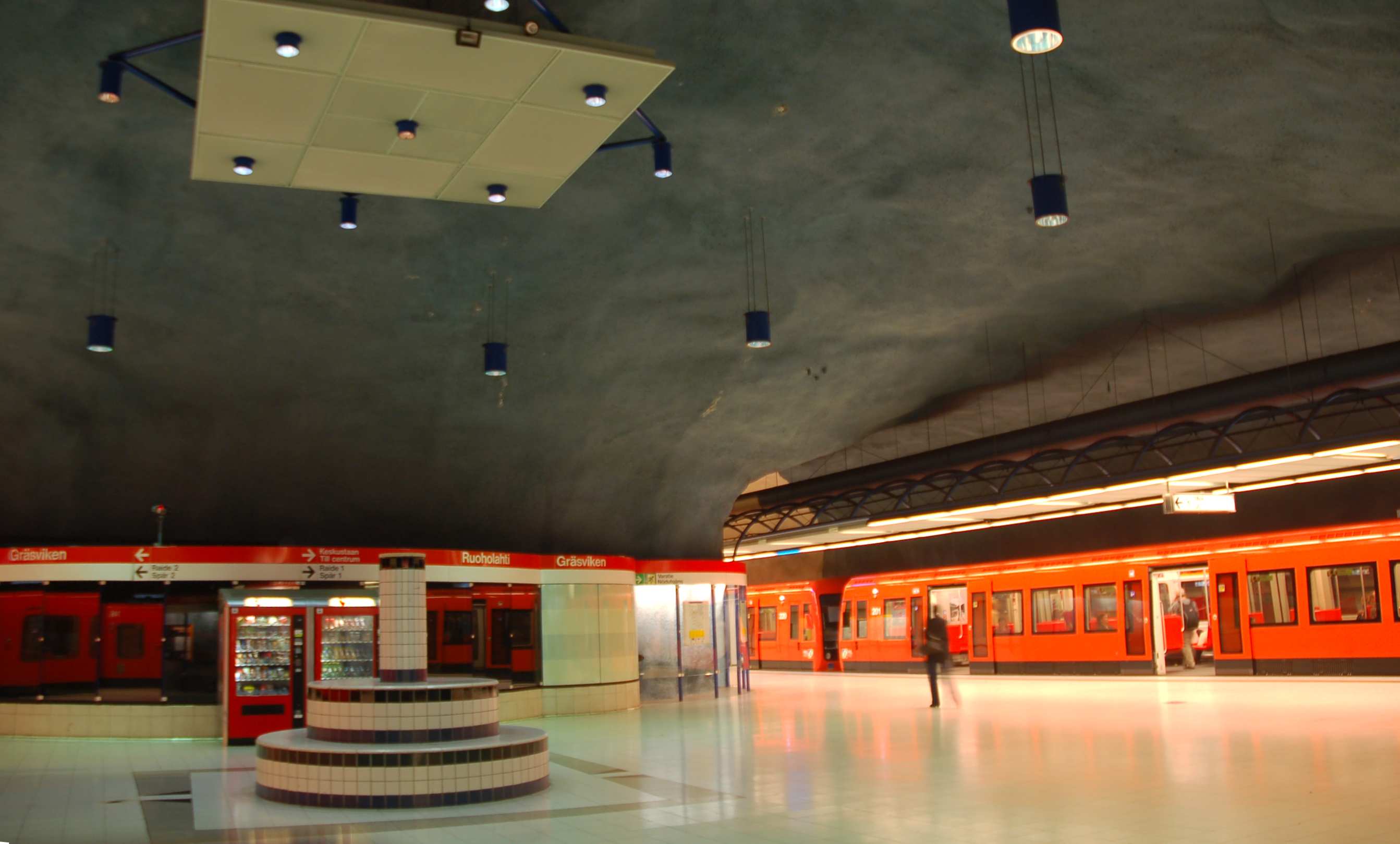
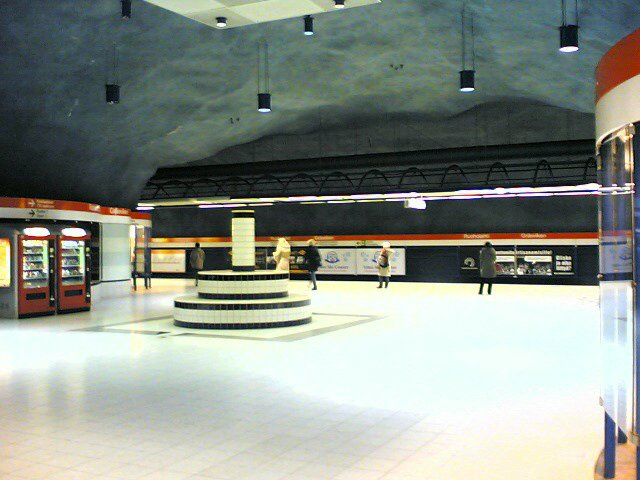

## Services aux voyageurs

### Accès et accueil
La station dispose de deux accès : le A à l'angle des voies Itämerenku et Itämerenkuja, l'accès B est sur la voie piétonne Itämerenkuja. Au niveau 0 (sol) se trouve une salle avec des wc, un point d'information et accès aux escalators et ascenseurs qui permettent de descendre au niveau -1 pour rejoindre les deux quais latéraux. La station est accessible aux personnes à mobilité réduite et notamment en fauteuil roulant.

Installations
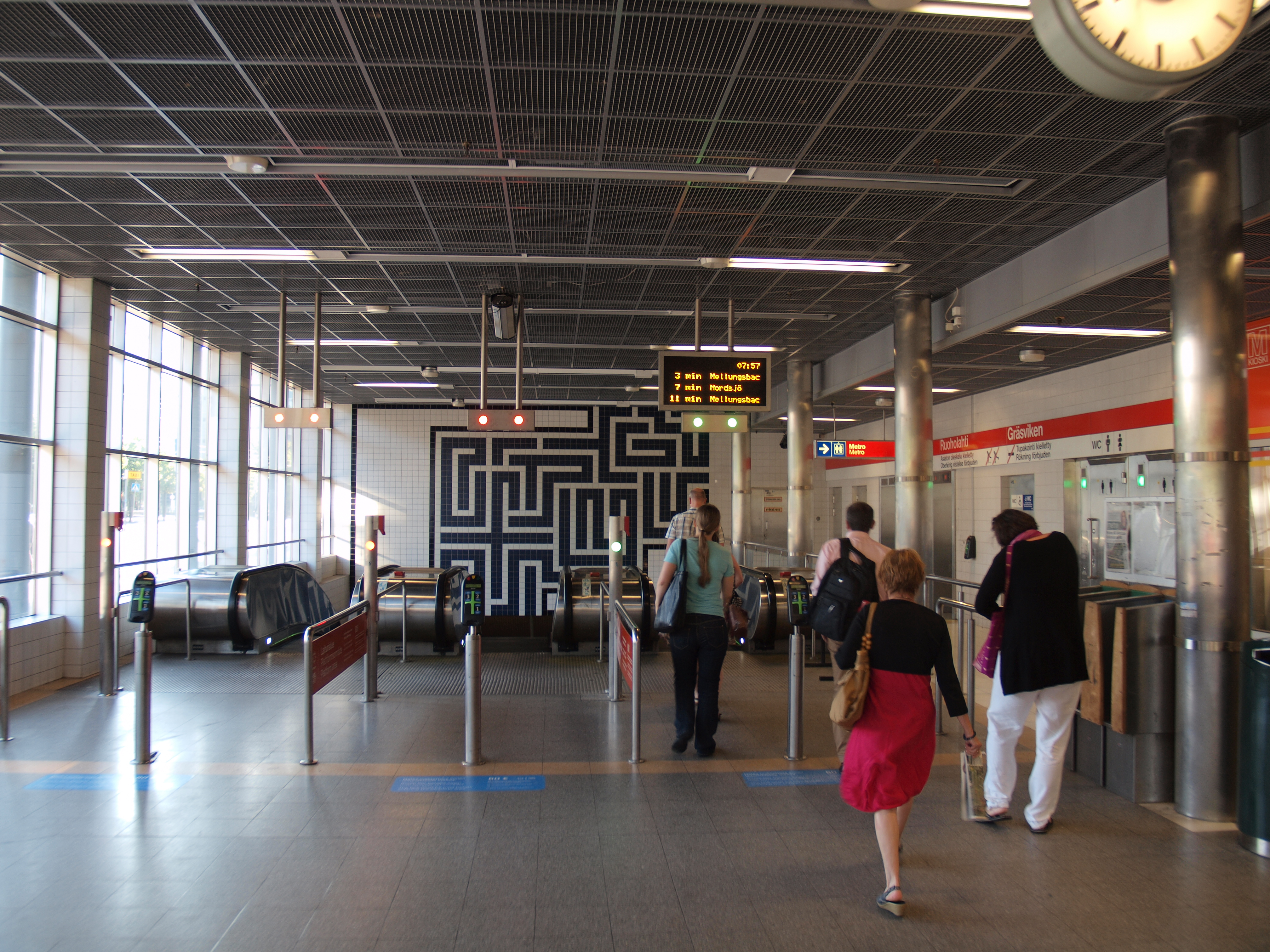
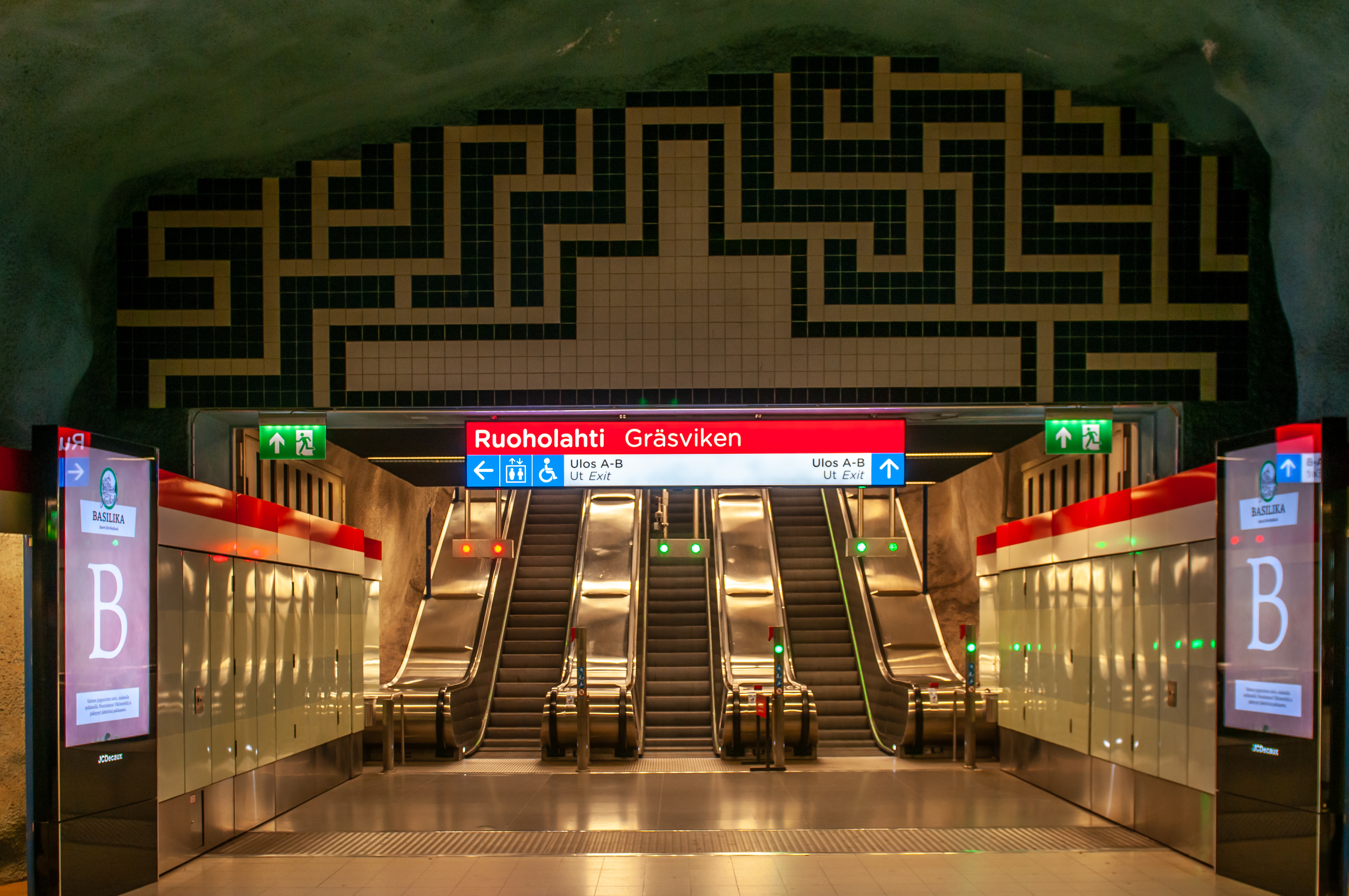
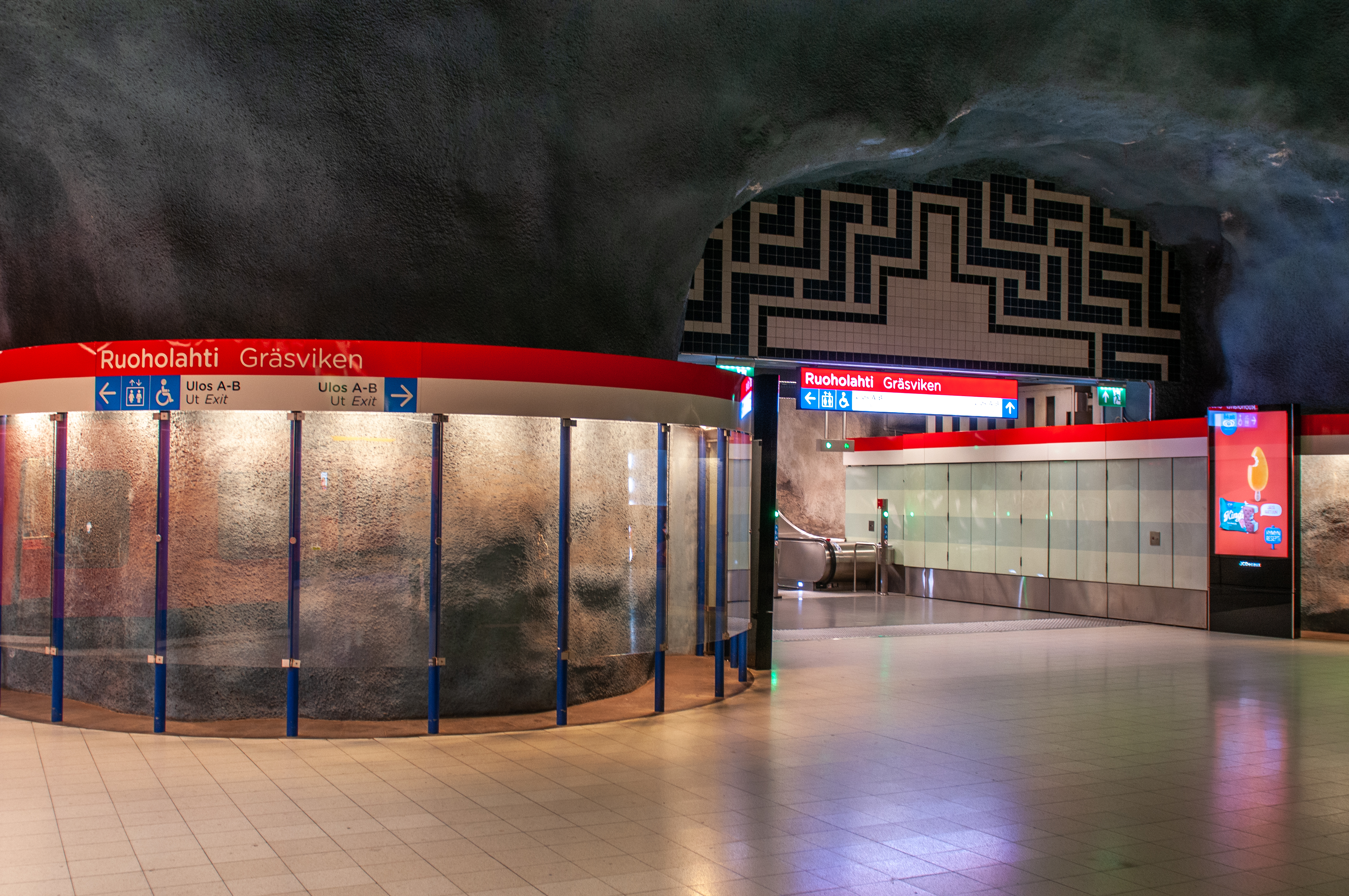

### Desserte
Ruoholahti est desservie par les rames qui circulent sur les relations : M1 Matinkylä-Vuosaari ou M2 Tapiola-Mellunmäki.

Installations et desserte
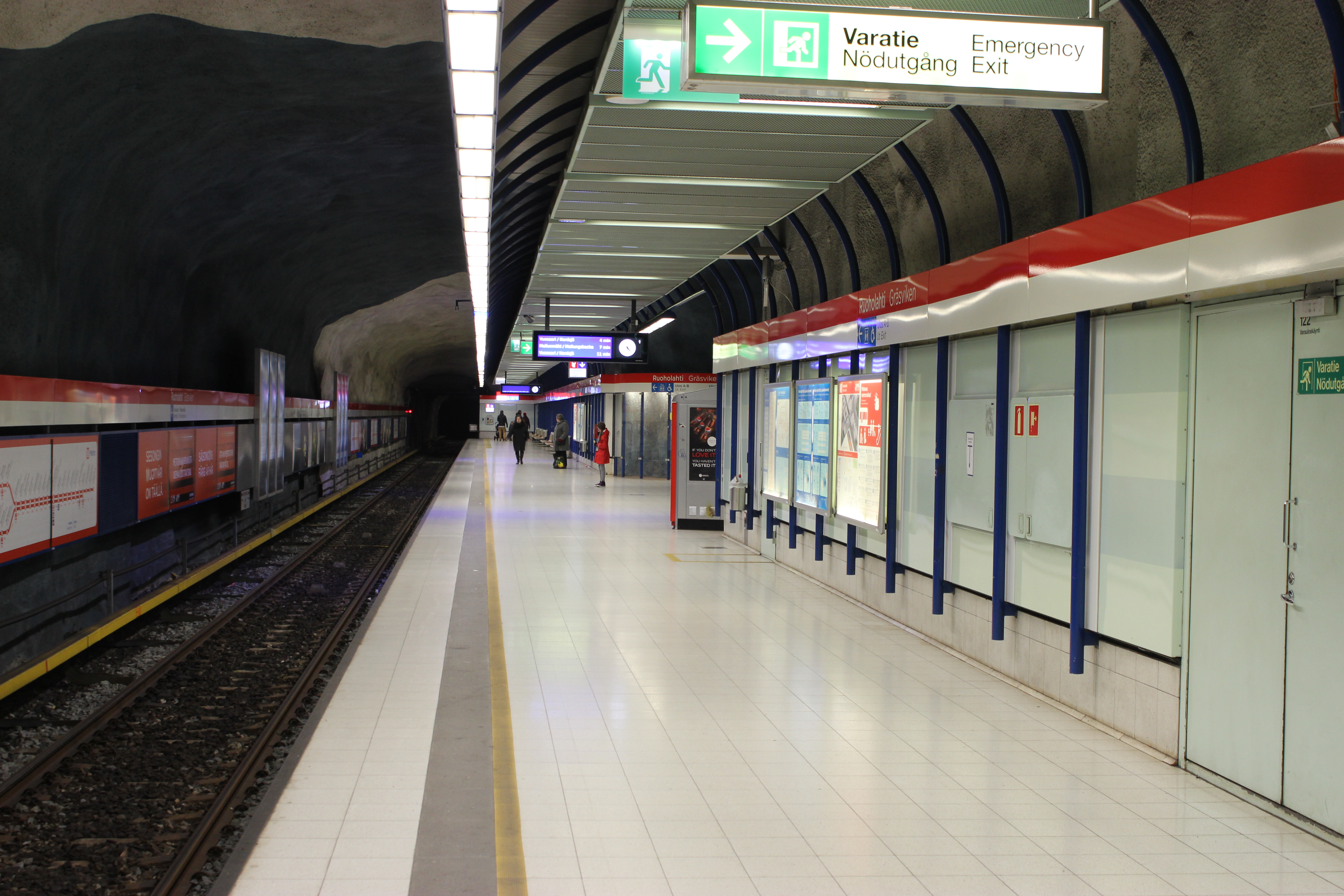
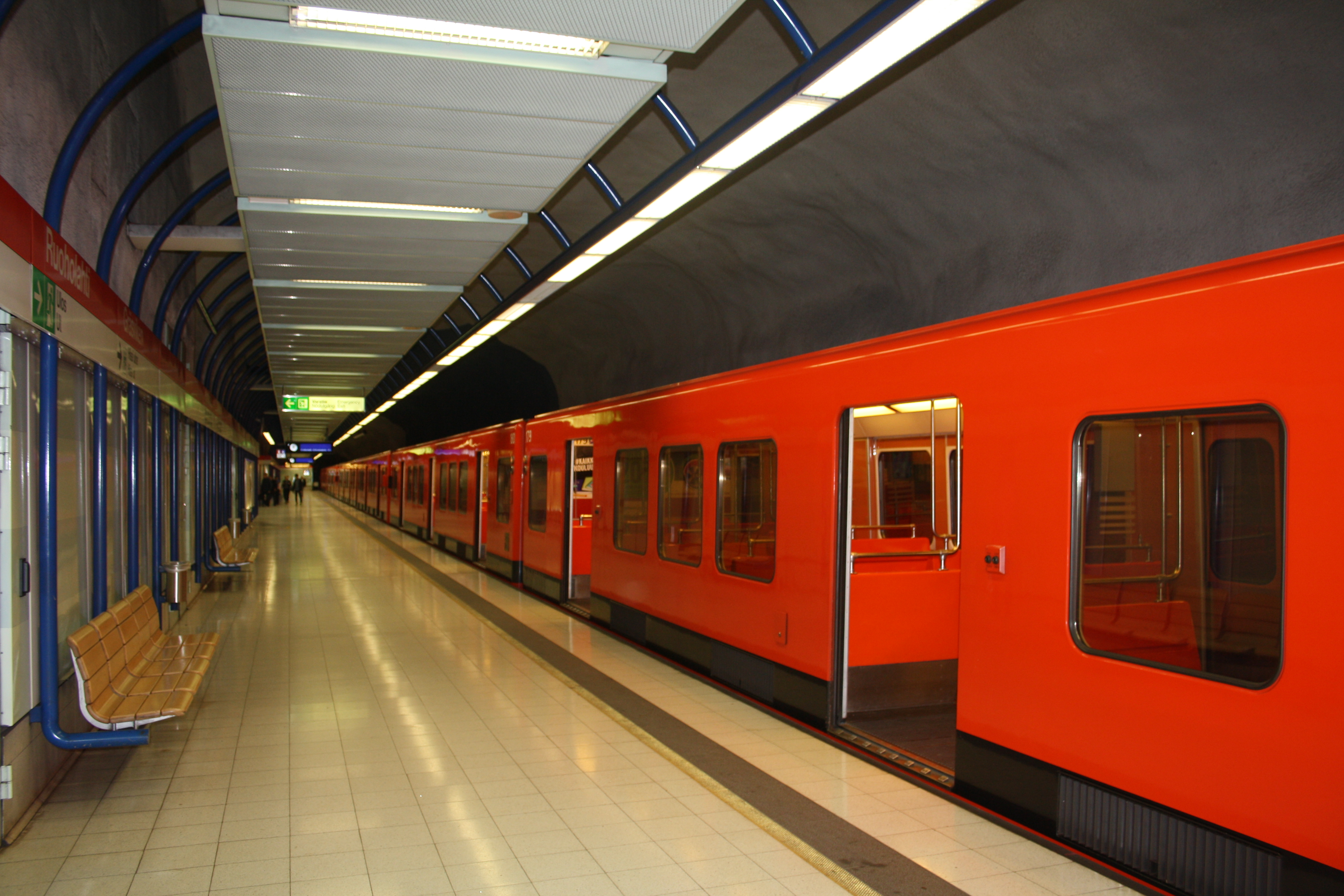
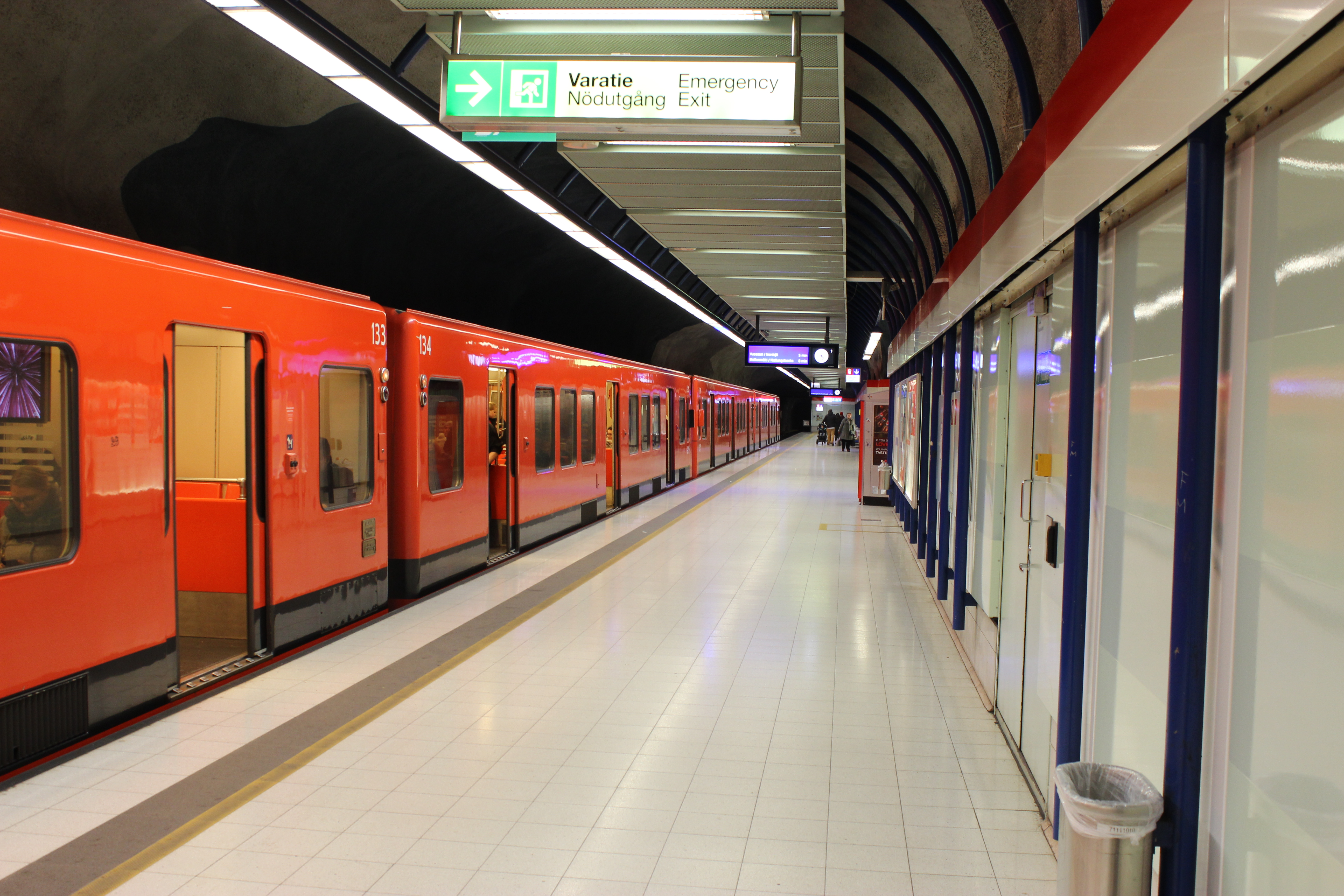

### Intermodalité
Un parking pour les véhicules est aménagé à proximité.
À côté de l'accès, sur l'Itämerenkatu, sont situées : une station du  Tramway d'Helsinki desservie par la ligne 8 et un arrêt de Bus par la ligne 15. Un peu plus éloignés, d'autres arrêts de bus sont desservis par de nombreuses lignes.